# Мантуриха (платформа)
Ма́нтуриха — остановочный пункт Восточно-Сибирской железной дороги на Транссибирской магистрали (5489 километр).
Расположен в Кабанском районе Республики Бурятия на восточной окраине посёлка Мантуриха, в 350 м к востоку от озера Байкал, в 400 м к северу от реки Мантурихи. В 0,5 км по автодороге к востоку от остановочного пункта проходит федеральная автомагистраль «Байкал».

## Пригородные электрички
| № поезда | Маршрут движения   | № поезда | Маршрут движения   |
| -------- | ------------------ | -------- | ------------------ |
| 6631     | Улан-Удэ — Мысовая | 6632     | Мысовая — Улан-Удэ |
| 6637     | Улан-Удэ — Мысовая | 6638     | Мысовая — Улан-Удэ |